# Medalha da Campanha da Itália
A Medalha da Campanha da Itália é uma medalha da Força Aérea Brasileira concedida apenas para militares da Força que tenham prestado bons serviços na Campanha da Itália em missões de combate sem nota que os desabone. Foi criada pelo Decreto-Lei nº 7.454, de 10 de abril de 1945, alterada pelo Decreto-Lei nº 8.901, de 24 de janeiro de 1946, e regulamentada pelo Decreto nº 20.497, de 24 de janeiro de 1946.